# 2010-es U17-es női labdarúgó-Európa-bajnokság
A 3. alkalommal kiírt U17-es női labdarúgó Európa-bajnokságot 2010 júniusában rendezték, az első két tornához hasonlóan az UEFA nyoni központjában. Az Eb-n 1993. január 1. után született női labdarúgók vehetnek részt.
A kétlépcsős selejtezősorozatot követően négy együttes érdemelte ki az Európa-bajnokságra, és a Trinidad és Tobagóban 2010-ben megrendezett U17-es világbajnokságra való részvételt.

## Selejtezők
- 2010-es U17-es női labdarúgó Eb-selejtező, 1. forduló (2009. szeptember 4-október 29.)

- 2010-es U17-es női labdarúgó Eb-selejtező, 2. forduló (2010. tavasz)

## Résztvevők

A 2010-es női labdarúgó-Európa-bajnokság négyes döntőjének résztvevői

- Hollandia
- Írország
- Németország
- Spanyolország

## Helyszín
| Nyon Stade Centre sportif de Colovray |
| ------------------------------------- |
| Férőhely: 7,200                       |
|                                       |
| Nyon                                  |

## Játékvezetők
Európa
- Morag Pirie
- Anasztaszja Pusztovojtova

## Eredmények
Minden időpont helyi idő szerinti. (CEST)
|  |                   |               |           |                   |       |               |               |       |
|  | Elődöntők         | Elődöntők     | Elődöntők |                   |       | Döntő         | Döntő         | Döntő |
|  | Elődöntők         | Elődöntők     | Elődöntők |                   |       | Döntő         | Döntő         | Döntő |
|  | június 22. – Nyon |               |           |                   |       |               |               |       |
|  |                   |               |           |                   |       |               |               |       |
|  | Hollandia         | Hollandia     | 0         |                   |       |               |               |       |
|  | Hollandia         | Hollandia     | 0         | június 26. – Nyon |       |               |               |       |
|  | Spanyolország     | Spanyolország | 3         |                   |       |               |               |       |
|  | Spanyolország     | Spanyolország | 3         |                   |       | Spanyolország | Spanyolország | 0 (4) |
|  | június 22. – Nyon |               |           |                   |       | Spanyolország | Spanyolország | 0 (4) |
|  |                   |               | Írország  | Írország          | 0 (1) |               |               |       |
|  | Írország          | Írország      | Írország  | Írország          | 0 (1) | 1             |               |       |
|  | Írország          | Írország      |           |                   |       |               |               |       |
|  | Németország       | Németország   | 0         |                   |       |               |               |       |
|  | Németország       | Németország   | 0         | Bronzmérkőzés     |       |               |               |       |
|  |                   |               |           |                   |       |               |               |       |
|  | június 26. – Nyon |               |           |                   |       |               |               |       |
|  |                   |               |           |                   |       |               |               |       |
|  | Hollandia         | Hollandia     | 0         |                   |       |               |               |       |
|  | Hollandia         | Hollandia     | 0         |                   |       |               |               |       |
|  | Németország       | Németország   | 3         |                   |       |               |               |       |
|  | Németország       | Németország   | 3         |                   |       |               |               |       |

### Elődöntők
| 2010. június 22. 14:30 (CEST) | Hollandia | 0 – 3                 | Spanyolország                       | Centre sportif de Colovray, Nyon Játékvezető: Pirie (skót) |
| 2010. június 22. 14:30 (CEST) |           | (0 – 0) (Jegyzőkönyv) | Sampedro 32' Pinel 52' Lázaro 80+3' | Centre sportif de Colovray, Nyon Játékvezető: Pirie (skót) |

| 2010. június 22. 19:00 (CEST) | Írország     | 1 – 0                 | Németország | Centre sportif de Colovray, Nyon Játékvezető: Pusztovojtova (orosz) |
| 2010. június 22. 19:00 (CEST) | Campbell 38' | (0 – 0) (Jegyzőkönyv) |             | Centre sportif de Colovray, Nyon Játékvezető: Pusztovojtova (orosz) |

### 3. helyért
| 2010. június 26. 16:30 (CEST) | Hollandia | 0 – 3                 | Németország                              | Centre sportif de Colovray, Nyon Játékvezető: Pirie (skót) |
| 2010. június 26. 16:30 (CEST) |           | (1 – 1) (Jegyzőkönyv) | Petermann 23' Leupolz 56' Chojnowski 70' | Centre sportif de Colovray, Nyon Játékvezető: Pirie (skót) |

### Döntő
| 2010. június 26. 13:30 (CEST) | Spanyolország                    | 0–0 | Írország                | Centre sportif de Colovray, Nyon Játékvezető: Pusztovojtova (orosz) |
| 2010. június 26. 13:30 (CEST) | (0 – 0) (Jegyzőkönyv)            |     |                         | Centre sportif de Colovray, Nyon Játékvezető: Pusztovojtova (orosz) |
| 2010. június 26. 13:30 (CEST) | Büntetőpárbaj:                   |     |                         | Centre sportif de Colovray, Nyon Játékvezető: Pusztovojtova (orosz) |
| 2010. június 26. 13:30 (CEST) | Mérida Gutiérrez Sampedro Catalá | 4–1 | Jarrett Gleeson O'Brien | Centre sportif de Colovray, Nyon Játékvezető: Pusztovojtova (orosz) |

| 2010-es U17-es női labdarúgó-Európa-bajnokság bajnoka: |
| ------------------------------------------------------ |
| SPANYOLORSZÁG 1. cím                                   |

## Gólszerzők
1 gólos
- Amanda Sampedro
- Raquel Pinel
- Paloma Lázaro
- Megan Campbell
- Lena Petermann
- Melanie Leupolz
- Silvana Chojnowski